# ساموا في الألعاب الأولمبية
شاركت ساموا (أو ساموا الغربية حتى عام 1996) لأول مرة في الألعاب الأولمبية عام 1984، وأرسلت رياضيين للمنافسة في كل دورة ألعاب أولمبية صيفية منذ ذلك الحين. لم تشارك ساموا مطلقًا في الألعاب الأولمبية الشتوية.
تأسست اللجنة الأولمبية الوطنية لساموا في عام 1983 واعترفت بها اللجنة الأولمبية الدولية في نفس العام.
حصلت ساموا بأثر رجعي على أول ميدالية لها في أولمبياد بكين 2008 بعد أن احتلت في الأصل المركز الرابع في فئة رفع الأثقال للسيدات +75 كجم، حيث تم تجريد أصحاب الميداليات الفضية والبرونزية من ميدالياتهم في عام 2016 بسبب المنشطات.

## الميداليات

### ميداليات الألعاب الصيفية
| ألعاب              | الرياضيين   | ذهب         | فضة         | برونزية     | المجموع     | مرتبة       |
| ------------------ | ----------- | ----------- | ----------- | ----------- | ----------- | ----------- |
| 1984 لوس أنجلوس    | 8           | 0           | 0           | 0           | 0           | -           |
| 1988 سول           | 11          | 0           | 0           | 0           | 0           | -           |
| 1992 برشلونة       | 5           | 0           | 0           | 0           | 0           | -           |
| 1996 اتلانتا       | 5           | 0           | 0           | 0           | 0           | -           |
| 2000 سيدني         | 5           | 0           | 0           | 0           | 0           | -           |
| 2004 أثينا         | 3           | 0           | 0           | 0           | 0           | -           |
| 2008 بكين          | 6           | 0           | 1           | 0           | 1           | 70          |
| 2012 لندن          | 8           | 0           | 0           | 0           | 0           | -           |
| 2016 ريو دي جانيرو | 8           | 0           | 0           | 0           | 0           | -           |
| 2020 طوكيو         | 8           | 0           | 0           | 0           | 0           | -           |
| 2024 باريس         | حدث مستقبلي | حدث مستقبلي | حدث مستقبلي | حدث مستقبلي | حدث مستقبلي | حدث مستقبلي |
| 2028 لوس أنجلوس    | حدث مستقبلي | حدث مستقبلي | حدث مستقبلي | حدث مستقبلي | حدث مستقبلي | حدث مستقبلي |
| 2032 بريزبان       | حدث مستقبلي | حدث مستقبلي | حدث مستقبلي | حدث مستقبلي | حدث مستقبلي | حدث مستقبلي |
| المجموع            | المجموع     | 0           | 1           | 0           | 1           | 132         |

### ميداليات رياضية
اعتبارًا من دورة الألعاب الأولمبية الصيفية لعام 2016  *   البلد المضيف (مضيف)
| الرياضة     | ذهبية | فضية | برونزية | المجموع |
| ----------- | ----- | ---- | ------- | ------- |
| رفع الأثقال | 0     | 1    | 0       | 1       |
| المجموع     | 0     | 1    | 0       | 1       |

### قائمة الحائزين على الميداليات
| ميدالية | اسم                     | ألعاب     | رياضة       | حدث           |
| ------- | ----------------------- | --------- | ----------- | ------------- |
| فضية    | إلي أوبلوج [الإنجليزية] | 2008 بكين | رفع الاثقال | +75 كغم سيدات |